# Borówno (Dyszno)
Borówno (niem. do 1945 r. Wilhelminenwalde) – kolonia wsi Dyszno w Polsce, położona w województwie zachodniopomorskim, w powiecie myśliborskim, w gminie Dębno.
W latach 1975–1998 kolonia administracyjnie należała do woj. gorzowskiego.
Wraz ze wsią Dyszno i kolonią Przylaszczka stanowi sołectwo Dyszno. Według danych z 2015 r. kolonia liczyła 14 mieszkańców.

## Nazwa
Colonie Wilhelminenwalde 1893, Wilhelminenwalde 1927, Borówno 1948.

## Historia
Miejscowość została założona w 1823 r. jako kolonia wsi Dyszno. W 1855 r. liczyła 46 domów i 309 mieszkańców.

## Ludność
Ludność w ostatnich 3 stuleciach:

## Edukacja
Uczniowie uczęszczają do szkoły podstawowej w Różańsku i gimnazjum publicznego w Smolnicy.